# 英皇愛德華路 (渥太華)

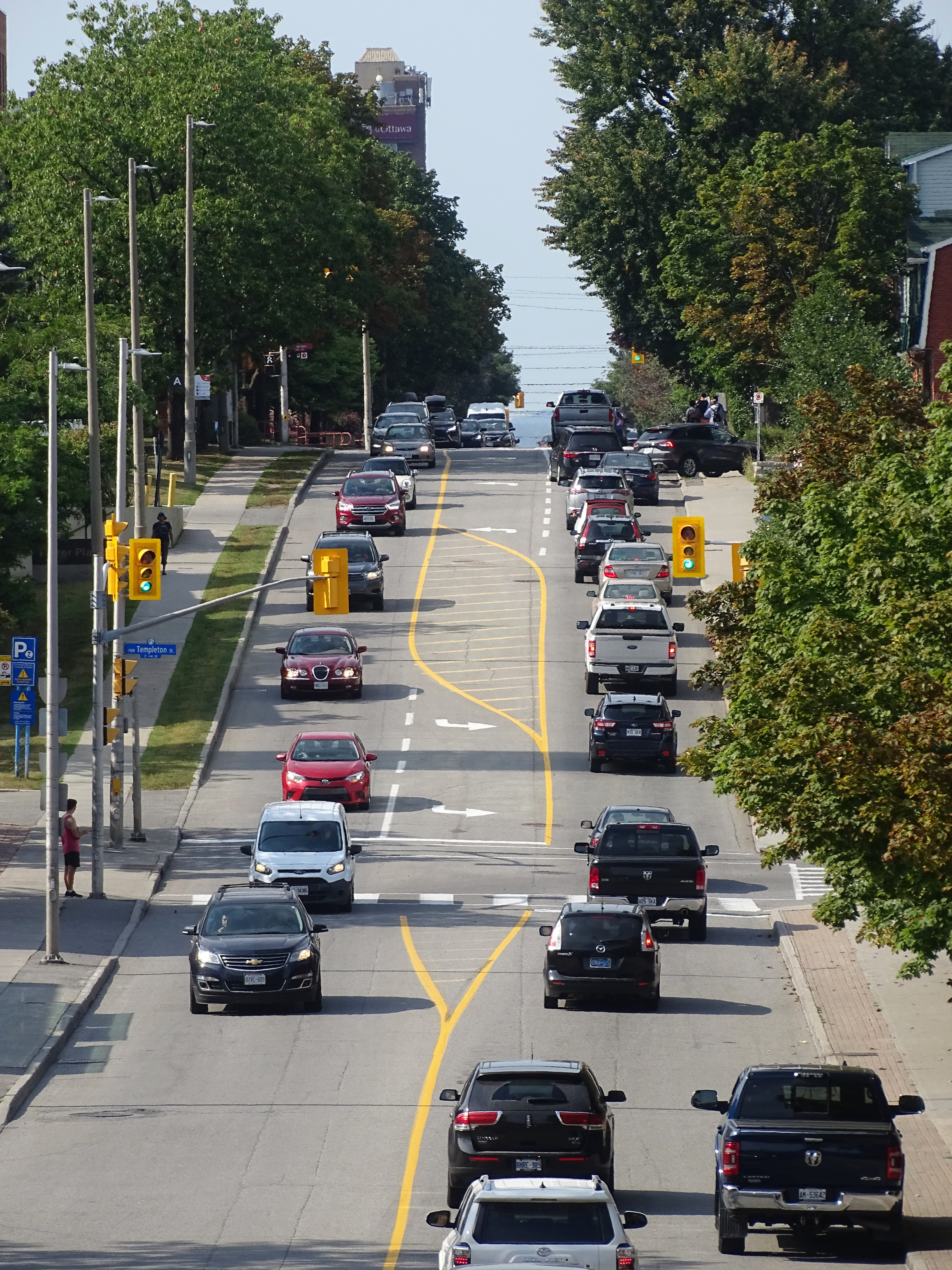
英皇愛德華路南端穿過渥太華大學校園

英皇愛德華路（英語：King Edward Avenue）是加拿大安大略省渥太華東部的一條主幹道。儘管該街道屬市政道路，其部分路段被指定為加拿大國家高速公路系統的一部分，作為渥太華的安大略417號省道和與加蒂諾的魁北克5號省道之間互連路線的一部分。
這條街最初獲命名為King Street，後更為現名以紀念愛德華七世。